# Flärken (Junsele socken, Ångermanland, 705505-156359)
Flärken är en sjö i Sollefteå kommun i Ångermanland och ingår i Ångermanälvens huvudavrinningsområde. Sjön har en area på 0,193 kvadratkilometer och ligger 209,6 meter över havet. Sjön avvattnas av vattendraget Uman (Juvanån).

## Delavrinningsområde
Flärken ingår i det delavrinningsområde (705376-156605) som SMHI kallar för Utloppet av Flärken. Medelhöjden är 245 meter över havet och ytan är 13,19 kvadratkilometer. Räknas de 35 avrinningsområdena uppströms in blir den ackumulerade arean 330,85 kvadratkilometer. Uman (Juvanån) som avvattnar avrinningsområdet har biflödesordning 2, vilket innebär att vattnet flödar genom totalt 2 vattendrag innan det når havet efter 135 kilometer. Avrinningsområdet består mestadels av skog (70 procent) och sankmarker (22 procent). Avrinningsområdet har 0,19 kvadratkilometer vattenytor vilket ger det en sjöprocent på 1,4 procent.